# 南貞助
南 貞助（みなみていすけ、1847年〈弘化4年〉 - 1915年〈大正4年〉7月14日）は幕末の長州藩士、明治時代の官僚、実業家。貞輔とも。長州藩士南杢之助と、高杉小忠太の妹マサとの子。高杉晋作の従兄弟で義弟。
1872年にイギリス人女性 Eliza Pittman とイギリスで結婚し、この結婚が翌1873年6月3日に太政官により許可されており、日本における法律上の最初の国際結婚とする説がある。

## 概略
高杉家では跡継ぎが晋作1人である事を懸念し、文久2年（1862年）、小忠太の甥にあたる貞助を養子に迎え高杉百合三郎と名乗らせる。元治元年（1865年）、晋作の功山寺挙兵に谷松助と変名して加わった事から、晋作と共に高杉家を除籍された。
慶応元年（1865年）から慶応3年（1867年）まで晋作の身代わりとして長州藩の費用によりイギリスに秘密留学する。帰国後、新政府の外国御用掛を務める。明治4年（1871年）に東伏見宮嘉彰親王の英国留学随従としてイギリスに留学。明治5年（1872年）にイギリス人 Eliza Pittman とイギリスで結婚。イギリスで明治6年（1873年）、ジェームス・サマーズの『大西新聞』発行に協力。明治6年に帰国後、在香港領事や観光事業などに従事。明治16年（1883年）、Eliza Pittman と離婚。同年伊沢せんと結婚。
大正4年（1915年）、68歳で没。号は晋作の東行にちなみ、北行とした。